# NGC 2685
NGC 2685 este o polar-ring galaxy⁠(d) situată în constelația Ursa Mare. A fost descoperită în 18 august 1882 de către Ernst Wilhelm Tempel. Se află la o distanță de 16,7 megaparseci de Pământ.